# 扶桑町中央公民館
扶桑町中央公民館（ふそうちょうちゅうおうこうみんかん）は、愛知県丹羽郡扶桑町にある公民館。

## 概要
扶桑町は「自然に恵まれ輝く伝統と文化を尊ぶ夢と希望あふれるまち」を町民憲章に掲げており、1980年に扶桑町中央公民館が建設されると、1989年には優良公民館として文部大臣表彰を受けた。1995年6月24日には道路の反対側に扶桑文化会館が開館した。

## 施設
- 玄関ロビー：新聞雑誌等が置いてある
- 廊下兼展示室：展示場として利用できる
- 講義室1：定員40人程度
- 講義室2：定員40人程度
- 調理室：定員36人程度
- 和室：10畳
- 講堂：定員650人程度

※ 公式サイトより

## 利用案内
- 開館時間：8時30分から21時30分
- 休館日：火曜日、年末年始
- アクセス：名鉄犬山線 扶桑駅で下車して徒歩で約10分。